# Saimbeyli
Saimbeyli (früher armenisch Հաճըն Xaçin, Hadjin) ist eine Kreisstadt und Landkreis der Provinz Adana in der Türkei. Seit einer Gebietsreform im Jahre 2014 sind Gemeinde (Belediye) und der Landkreis (İlçe) deckungsgleich. Der Landkreis ist 989 km² groß und liegt im Norden der Provinz an der Grenze zu den Provinzen Kayseri und Kahramanmaraş. Die Einwohnerzahl beträgt 13.451 (Stand: Ende 2024). 
Die Stadt Saimbeyli liegt 157 km entfernt von der Provinzhauptstadt Adana im zentralen Taurusgebirge in einer Höhe 1140 Metern. Der Fluss Göksu fließt durch den Landkreis.

## Geschichte

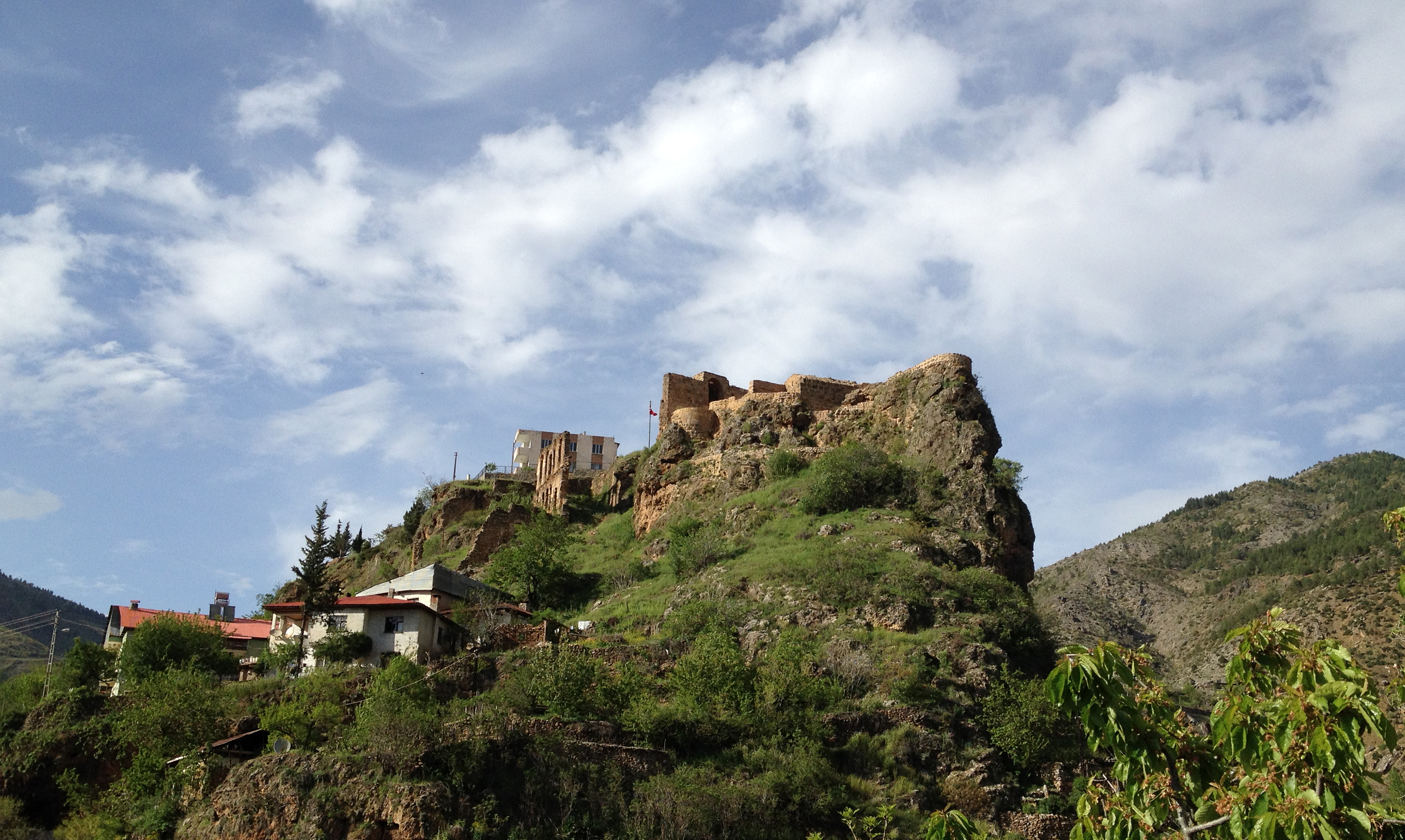
Burg von Hadjin/Saimbeyli

Seit alters eine Befestigung an der Straße von Kilikien nach Kappadokien, blühte der Ort auf, als sich Anfang des 15. Jahrhunderts ein Teil des armenischen Adels nebst Untertanen aus der kilikischen Ebene hierher zurückzog. Das in der Nähe gelegene armenische St. Jakobs-Kloster, angeblich 1004 gegründet, war und blieb bis zum Ende ein regional bedeutendes Wallfahrtszentrum. Die armenische Marienkathedrale wurde um 1425 in der Zitadelle gegründet und diente als Sitz des Erzbischofs der Armenischen Apostolischen Kirche. In der Oberstadt lag die Georgskirche (1845/55), in der Unterstadt die St.-Toros-Kirche. Seit 1869 gab es auch zwei evangelische Gemeinden mit eigenen Kirchen; die Katholiken verfügten über eine Kapelle.
Als armenischer Erzbischof der Stadt amtierte 1910–1915 Bedros Sarajian. Er baute die bei den Armeniermassakern 1909 zerstörten kirchlichen Gebäude wieder auf und errichtete das Waisenhaus im St. Jakobs-Kloster neu. Beim Völkermord 1915 wurde er mit der armenischen Bevölkerung deportiert, kehrte aber später mit einigen Tausend vorübergehend zurück. 1920 eroberten Kemalisten gegen heftigen Widerstand die Stadt; nur wenige Hundert Armenier retteten sich nach Adana. 

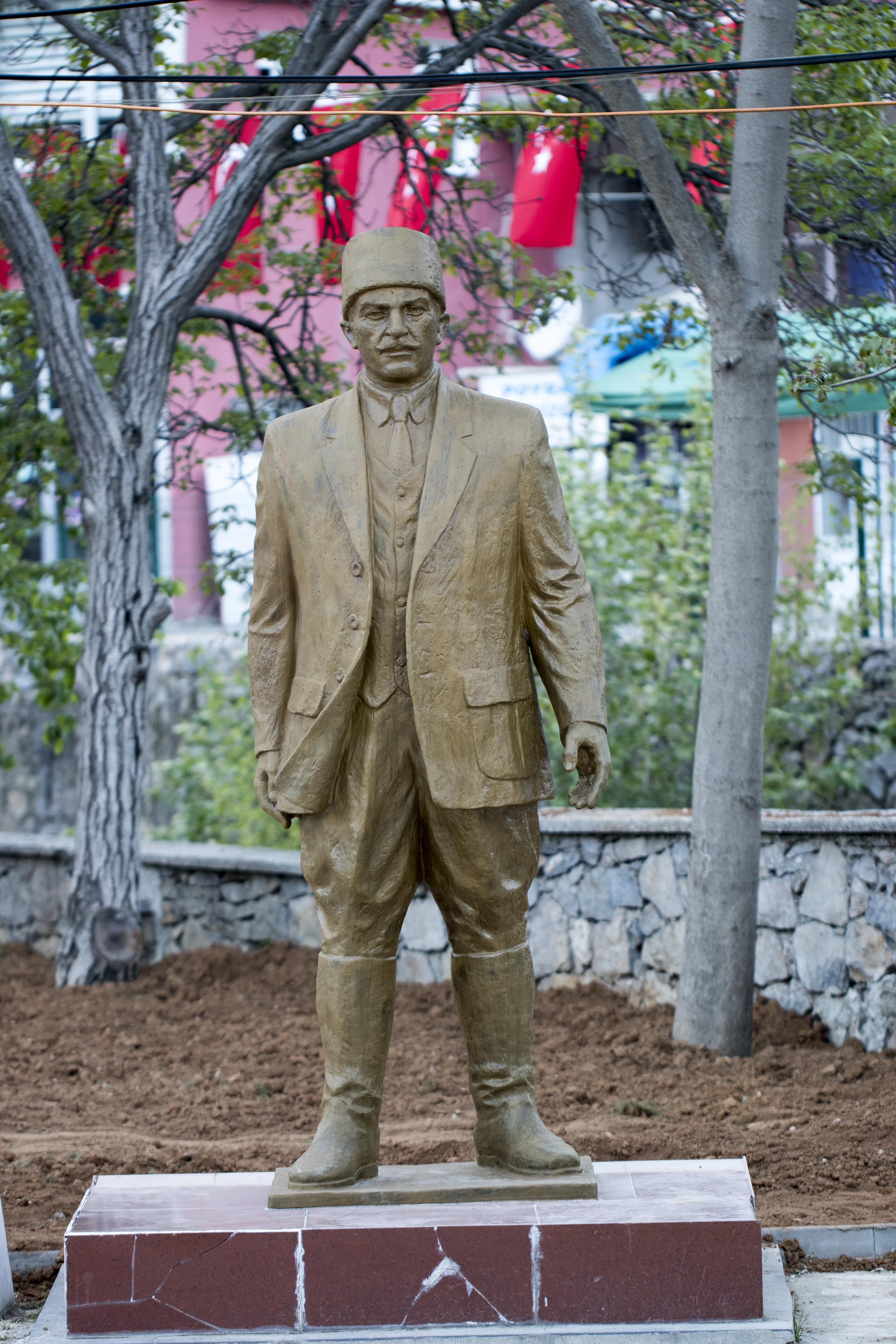
Denkmal für Saim Bey

Die Stadt Hadjin wurde seither in Saimbeyli umbenannt zu Ehren des Yüzbaşı (Hauptmann) Saim Bey, der 1920 im Kampf gegen die Armenier fiel.

## Persönlichkeiten
- İsmail Akbaşlı (* 1963), türkischer Fußballspieler und -trainer
- Hampartsum Boyadjian (1867–1915), osmanisch-armenischer Parlamentsabgeordneter
- Ali Küçükaydın (* 1948), türkischer Beamter und Politiker
- Hagop Terzian (1879–1915), armenischer Pharmazeut und Schriftsteller